# Родригес, Хорхе Марсело
Хорхе Марсело Родригес (исп. Jorge Marcelo Rodríguez Núñez; род. 13 января 1985[…], Монтевидео) — уругвайский футболист, полузащитник, выступал за сборную Уругвая.

## Биография
Хорхе Родригес начал карьеру в 2003 году в клубе «Расинг» из Монтевидео. В 2005 году выступал за «Феникс», после чего вернулся в «Расинг».
В 2006—2007 гг. выступал за гранда уругвайского футбола «Насьональ». За это время успел стать чемпионом Уругвая и победителем Лигильи.
С 2007 года выступает за «Ривер Плейт» из Монтевидео. Казалось, что это был шаг назад в профессиональной карьере, однако в этой команде Родригес стал настоящим лидером. Его игра привлекла внимание тренера сборной Уругвая Вашингтона Табареса. 20 августа 2008 года Хорхе Родригес дебютировал за сборную Уругвая в товарищеском матче, состоявшемся в Саппоро, против сборной Японии (уругвайцы выиграли 3:1).
В 2009 году Родригес провёл ещё 4 матча за «Селесте», включая три в рамках отборочного турнира к чемпионату мира 2010 года.
Во второй половине 2009 года Родригес был одним из ключевых игроков в составе своего клуба, когда «Ривер Плейт» впервые в своей истории дошёл до полуфинала международного турнира — Южноамериканского кубка.
В окончательную заявку на чемпионат мира в ЮАР Родригес не попал. В середине 2010 года перешёл в мексиканский «Ягуарес Чьяпас».

## Титулы и достижения
- Чемпион Уругвая: 2006
- Победитель Лигильи: 2007
- Полуфиналист Южноамериканского кубка: 2009